# Капитанската дъщеря
Вижте пояснителната страница за други значения на Капитанската дъщеря.
„Капитанската дъщеря“ (на руски: Капитанская дочка) е исторически роман на руския писател Александър Пушкин, публикуван през 1836 година, малко преди неговата смърт.
Сюжетът на книгата е силно повлиян от популярните по това време исторически романи на Уолтър Скот. Той следва любовната история на млад офицер, попаднал в разгара на събитията около бунта на Емелян Пугачов през 70-те години на XVIII век. Понякога определяна като повест, тя е сочена от много изследователи като единственият пълноценен роман на Пушкин, публикуван преди смъртта му.
„Капитанската дъщеря“ е издадена на български език през 1931 година в превод на Симеон Андреев и е преиздавана многократно в превода на Константин Константинов от 1954 година.